# Château du Clos-Saint-Roch
Le château du Clos-Saint-Roch est un château situé aux Riceys, en France.

## Description

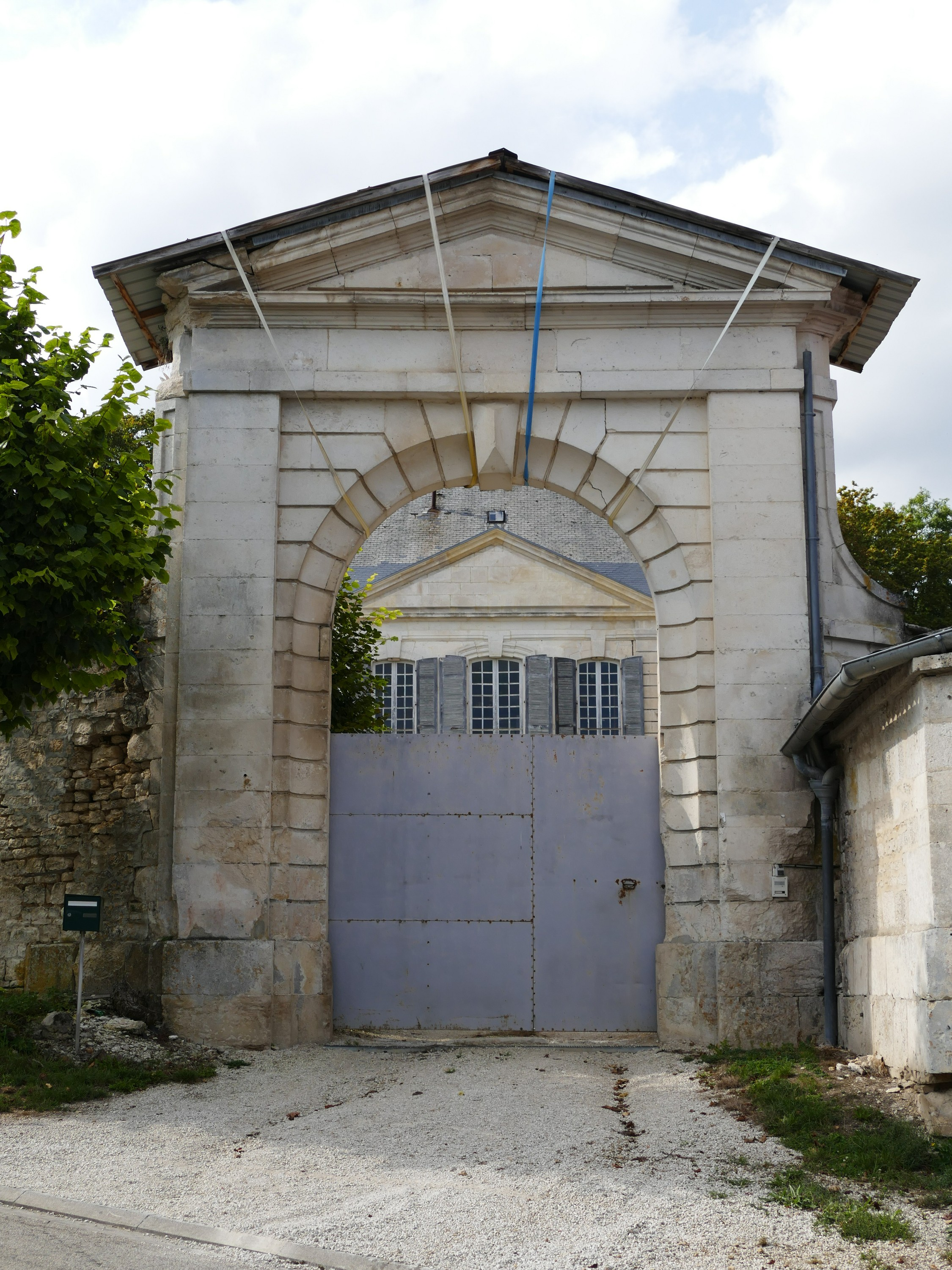
Le portail.

## Localisation
Le château est situé sur la commune des Riceys, dans le département français de l'Aube.

## Historique
Il date de 1770 et son décor intérieur est du XVIIIe siècle, il possède aussi un cellier voûté qui se situe sous la terrasse.
L'édifice est inscrit au titre des monuments historiques en 1988.